# Resistance Records
Resistance Records foi uma gravadora canadense de propriedade da Resistance LLC, que estava intimamente ligada à organização National Alliance.   Produzia e vendia música de músicos separatistas neonazistas e brancos, principalmente por meio de seu site. Anunciando-se como "The Soundtrack for White Revolution", Resistance LLC também publicou uma revista chamada Resistance,  com Erich Gliebe se tornando o editor em 1999. A gravadora é listada como um grupo de ódio pelo Southern Poverty Law Center.  A partir de 2011, a gravadora estava sediada em Lufkin, Texas, EUA.  

## História
A gravadora foi fundada em Windsor, Ontário, em dezembro de 1993, pelo supremacista branco George Burdi.   George Burdi atendia pelo nome de "George Eric Hawthorne" na época. Em janeiro de 1994, esta gravadora também foi incorporada em Detroit, Michigan.   Com o lançamento de uma nova gravadora veio a nova revista Resistance . A revista teve uma circulação de mais de 13.000 exemplares em 1995.  Esta revista ainda é publicada e distribuída pela National Alliance.  Entre os atos assinados para a Resistência estava o próprio RAHOWA de Burdi (abreviação de "Guerra Santa Racial"), que se desfez depois que Burdi renunciou ao neonazismo.
Burdi se envolveu em uma marcha de rua da supremacia branca em maio de 1993, durante a qual chutou uma manifestante antirracista no rosto.  Burdi foi acusado de agressão causando danos corporais em 1995 e recebeu uma sentença de 12 meses.  Ele foi preso após perder apelações e cumpriu pena pela agressão em 1997.  Os parceiros de negócios canadenses de Burdi, Jason Snow e Joe Talic, assumiram o controle e a propriedade da Resistance em 1996. O gerente americano Mark Wilson foi posteriormente substituído por Eric Davidson, ex-editor da edição norte-americana da rede britânica Blood & Honor, que havia se mudado da Califórnia para Michigan em janeiro de 1997.
Em abril de 1997, a Resistance Records foi temporariamente encerrada por uma disputa fiscal e um processo por distribuir materiais que promoviam o ódio no Canadá.  O estoque estava nos Estados Unidos na época, em uma casa alugada em Milford, Michigan, onde as operações eram realizadas. Os Federal Marshals, sob a direção da Receita Federal, apreenderam os registros da empresa e todo o estoque. Eventualmente, uma pequena multa foi paga por não pagar corretamente o imposto estadual sobre vendas, e os registros comerciais e o estoque foram devolvidos.  A gravadora nunca mais operou no Canadá por causa de violações das leis canadenses de discurso de ódio. Após sua sentença de 1997, George Burdi renunciou ao racismo e formou uma banda etnicamente diversa, Novacosm.
Em 1998, a Resistance Records foi vendida por seus proprietários canadenses para Willis Carto e foi incorporada em Washington, D.C, com o agente de Carto, Todd Blodgett, no comando das operações. Eric Davidson avisou após a venda e mais tarde se mudaria para Minnesota para ajudar a fundar a Panzerfaust Records.  Por um breve período, a Resistance Records operou na Califórnia. Blodgett e William Luther Pierce, chefe da National Alliance, compraram a propriedade parcial. Em 1999, Carto e Blodgett posteriormente venderam suas ações da empresa para Pierce.  Pierce demitiu Blodgett e mudou toda a operação para seus 1,6 km2  propriedade em Hillsboro, West Virginia. Também em 1999, a Resistance Records comprou o selo sueco de poder branco Nordland Records, dobrando sua lista.  Em 2000, foi transformada em uma LLC em West Virginia.

## Subsidiárias
A Resistance Records possui várias gravadoras menores, principalmente as gravadoras de black metal Cymophane Records (também conhecida como Cymophane Productions) e Unholy Records.  É uma fachada da Cymophane Records, que foi comprada pela National Alliance, principalmente para ganhar os direitos de distribuição dos álbuns do Burzum nos Estados Unidos. A gravadora também lançou álbuns de Nocturnal Fear e Nachtmystium, que não são bandas de black metal nacional-socialista (NSBM).  A gravadora é administrada por Ymir G. Winter, que toca guitarra em Grom, uma banda NSBM de Nova York. 
Ao mesmo tempo, Resistance Records operava uma estação de rádio baseada na web, Resistance Radio, que transmitia música white power pela Internet 24 horas por dia. 

## Merchandise
A Resistance Records mantinha uma loja online que vendia mais de 1.000 CDs, além de roupas, bandeiras e dois jogos de computador que desenvolveram, Ethnic Cleansing e White Law, que só estavam disponíveis para compra em seu site.
Em Ethnic Cleansing, o jogador pode escolher jogar como um skinhead nazista ou um Klansman que atravessa um gueto matando africanos e mestiços, antes de descer em um sistema de metrô para assassinar judeus.  Eventualmente, o jogador chega a um "Centro de Controle Judaico", onde Ariel Sharon, o ex-primeiro-ministro de Israel, está dirigindo os planos para a dominação mundial judaica.  O jogador deve matar Sharon para ganhar o jogo. O jogo tem várias faixas de música para escolher, e há um pequeno loop de vídeo do discurso de William Luther Pierce exibido no jogo. O jogo foi amplamente ignorado pela comunidade gamer e pela imprensa especializada.
Na sequência, White Law, o jogador é um ex-policial, demitido por causa de suas opiniões políticas. O jogador corre por vários prédios, matando pessoas como policiais, um pornógrafo infantil e jornalistas. O jogador deve matar o chefe de polícia para ganhar o jogo.

## Ligações Externas
- Site oficial Arquivado em dezembro 13, 2006, no Wayback Machine (extinto)
- Cymophane Productions